# پوکا پانچو (کوسکو)
پوکا پانچو (به اسپانیایی: Puka Punchu) یک کوه در پرو است که در Peru, Cusco Region واقع شده‌است. پوکا پانچو ۵٬۰۰۰ متر بالاتر از سطح دریا واقع شده‌است.